# Twentekanaal

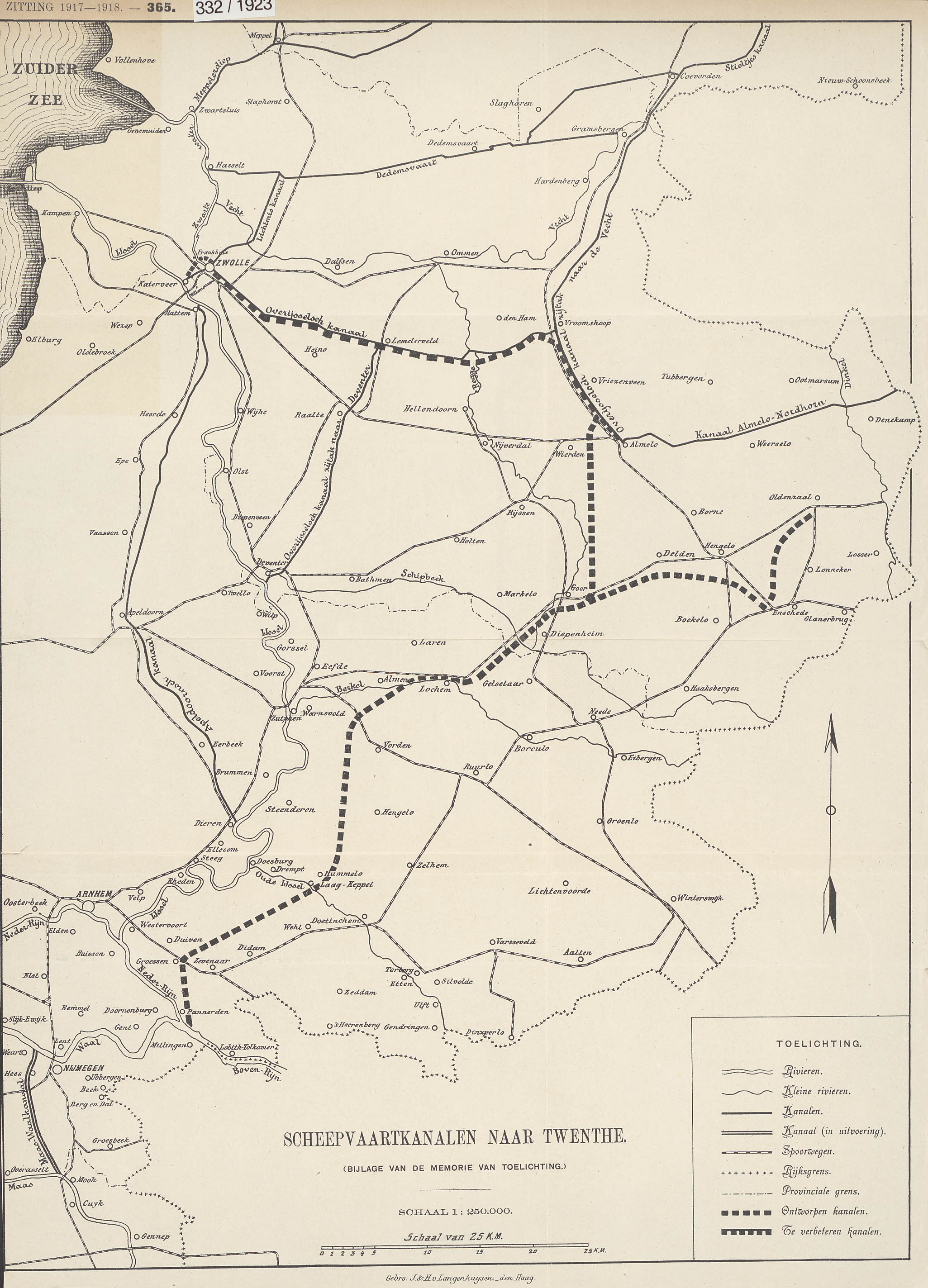
Aanleg van scheepvaartkanalen naar Twenthe, met een van de varianten, kaart uit 1918

Het Twentekanaal is een kanaal in de Nederlandse provincies Gelderland en Overijssel dat de drie grote steden van Twente, Almelo, Hengelo en Enschede, aansluit op het landelijke netwerk van waterwegen. Vanwege de zijtak naar Almelo spreekt Rijkswaterstaat consequent over de Twentekanalen (de officiële benaming luidt: Kanaal Zutphen - Enschede en zijtak Almelo van de Twentekanalen).

## Loop
Het Twentekanaal begint bij de IJssel ten noorden van Zutphen bij het dorp Eefde en loopt langs de plaatsen Almen, Lochem, Goor, Delden en Hengelo naar Enschede. De loop van het kanaal is vrijwel parallel aan die van de spoorlijn Zutphen - Glanerbrug. Tussen Delden en Goor loopt er een zijtak naar Almelo.
Beide kanalen (Zutphen - Enschede en het zijkanaal Delden - Almelo) worden beheerd door Rijkswaterstaat. Het kanaalpand Eefde - Delden is 33 kilometer lang, de zijtak Delden - Almelo meet 16 kilometer en de kanaalpanden Delden - Hengelo en Hengelo - Enschede hebben lengtes van respectievelijk negen en vijf kilometer. De totale kanaallengte is daardoor 63 kilometer.

## Geschiedenis
Hoewel het eerste plan voor een kanaal naar Twente al stamt uit het midden van de 19e eeuw, werd de bouw van het kanaal pas begonnen in 1930, na een kwart eeuw onenigheid over acht verschillende ontwerpen. Namens Rijkswaterstaat was dr.ir. L.R. Wentholt verantwoordelijk voor de aanleg.

### Tweeledig doel
Het kanaal werd gegraven voor een betere aanvoer van grondstoffen voor de Twentse textielindustrie (ruwe katoen) en voor de toevoer van steenkool uit de mijnen in Limburg.
Daarnaast kreeg het kanaal een rol in het regionale watermanagement, welke combinatie nieuw was voor die tijd. De riviertjes de Berkel, de Regge en de Schipbeek veroorzaakten nogal eens wateroverlast. Het Twentekanaal helpt met overvloedig water afvoeren, maar kan bij droogte ook water van de IJssel oostwaarts leiden.

### Aanleg
Het grootste deel is aangelegd als werkverschaffingsproject tijdens de crisis en door werklozen met schop en kruiwagen gegraven. In 1938 was het kanaal gereed. In 1953 kwam de verlenging van de zijtak naar Almelo klaar, zodat ook de Almelose haven en het Overijssels kanaal Almelo - De Haandrik aangesloten waren op het Twentekanaal.

### Succes van een mislukking
In een studie naar de geschiedenis van het Twentekanaal wordt gesproken van het "succes van een mislukking": de economische ontwikkeling als gevolg van het kanaal is sterk achtergebleven bij de verwachtingen, maar het kanaal is inmiddels van groot belang voor de waterhuishouding gebleken.

## Latere aanpassingen
Het Twentekanaal werd tussen 2004 en 2007 (fase 1) tot sluis Delden verbreed en verdiept van een CEMT-klasse IV tot CEMT-klasse Va. Dat betekent dat een Groot Rijnschip (max. 11,50 breed, een diepgang van 2,80 meter en een lengte van 110 meter) op het kanaal kan varen. De diepte van de vaargeul wordt evenwel gespecificeerd als 5 meter, terwijl de drempeldiepte bij de bovendeuren van alle schutsluizen 3,75 meter beneden kanaalpeil bedraagt.
Tussen 2017 en 2020 (fase 2) wordt het kanaal van Delden tot Enschede aangepakt. Dan kunnen de grotere schepen ook met een diepgang van 2,80 in Enschede komen. In Eefde wordt een tweede kolk bijgebouwd en wordt het kanaal van de Gelderse IJssel tot Lochem bevaarbaar met een diepgang van 3,50 meter, mits de waterstand op de IJssel dit toelaat.
Tegelijk met het uitgraven naar een grotere diepte werd het kanaal plaatselijk verbreed. Zo is tussen Goor en Delden de breedte vergroot van 40 naar 51 meter. Hierbij werden zogenoemde natuurvriendelijke oevers aangelegd. Daar kunnen bijvoorbeeld te water geraakte reeën weer uit het water komen. Ook zijn er geschikte paaiplaatsen voor vissen. Het zand dat werd uitgegraven is door Rijkswaterstaat direct hergebruikt bij de aanleg van een nieuw stuk snelweg bij Almelo, terwijl zwerfstenen die bij de verbreding bovenkwamen weer bij de aanleg van de bodem en oevers gebruikt werden.

### Vervanging damwanden
In november 2021 zijn er werkzaamheden begonnen aan het kanaal. In totaal krijgt 35 kilometer van het kanaal nieuwe damwanden, deze worden naast de oud damwanden geplaatst waardoor het kanaal iets smaller wordt. Verder wordt het kanaal tussen Delden en Hengelo en in de zijtak van de Twentekanalen ook verdiept tot 2,80 meter en door deze maatregelen kunnen grotere en zwaarder beladen schepen gebruik maken van de waterweg. De kosten zijn geraamd tot 180 miljoen euro en in het voorjaar van 2023 is het werk gereed. In de zomer van 2022 bleken de oude damwanden scheef te staan waardoor de nieuwe damwanden op een meter afstand van de oude komen te staan, dit in plaats van op de geplande 50 centimeter. Daardoor wordt de vaarweg een meter smaller dan de bedoeling was. Dit leidt ook tot 12 miljoen euro aan extra kosten.

## Huidige functie

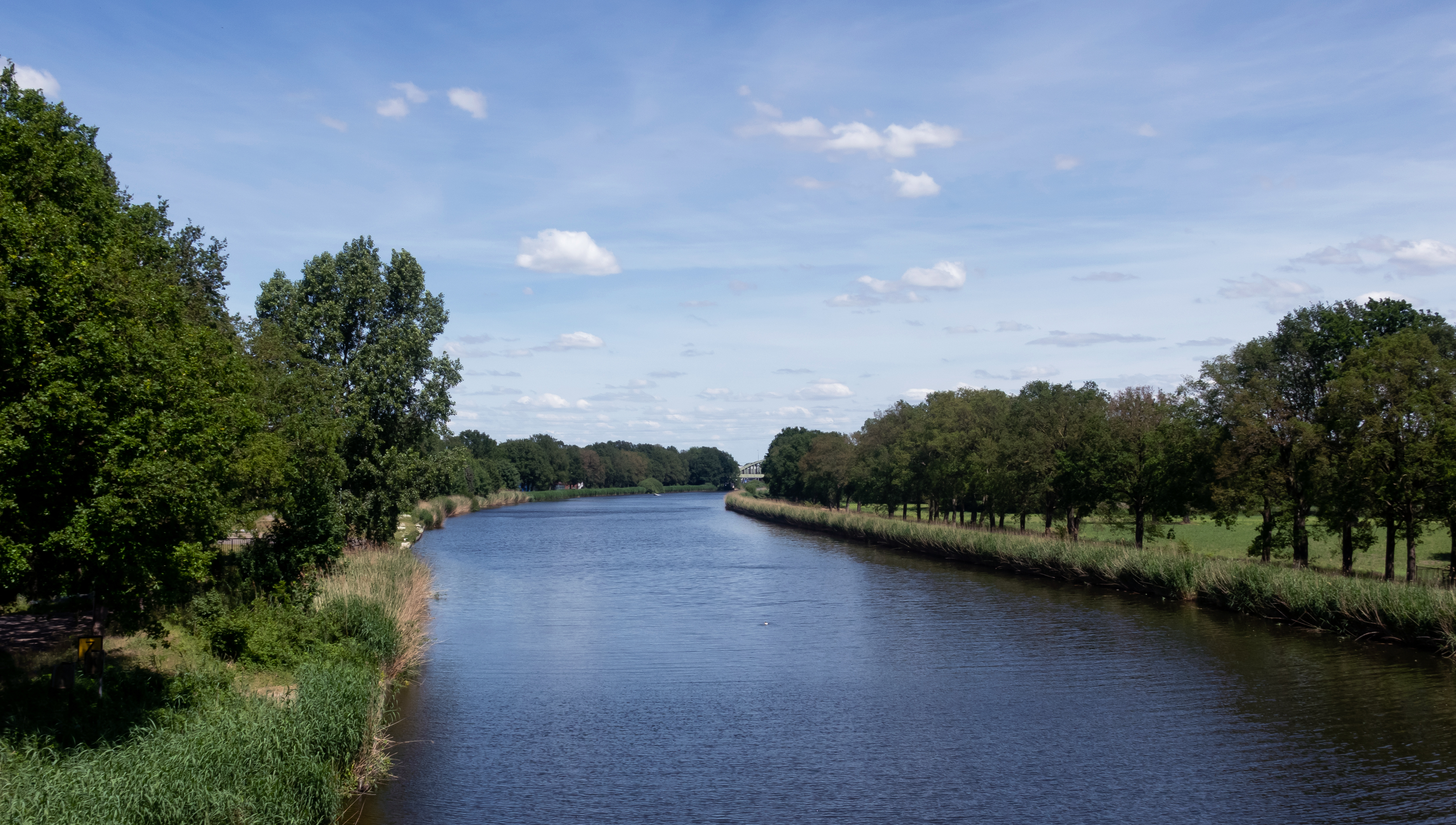
De zijtak bij Almelo

Het kanaal wordt gebruikt voor het vervoer van zand, grind, zout, veevoer, containers en brandstof. In 1996 werd er in Enschede 432.277 ton gelost of geladen en in Hengelo 2.322.270 ton. In 2010 is de totale overslag gegroeid naar ruim 6 megaton. Daarnaast vervult het kanaal een functie voor de recreatie (pleziervaart, sportvisserij) en afwatering. Voorheen speelde het een belangrijke rol bij de drinkwatervoorziening van Enschede. Bij Lonnekerbrug werd voor dit doel water uit het kanaal de grond ingepompt en ondergronds via grind- en zandbedden gefilterd; dit was goed voor circa 80% van het Enschedese drinkwater.
Ten behoeve van de afwatering van alle beken die op het kanaal uitmonden zijn bij de gemalen van Delden en Eefde tevens aflaatwerken ingericht. In Hengelo wordt eventueel wateroverschot op het bovenpand van het kanaal via de sluis afgevoerd. In totaal kan het kanaal 190 m³ per seconde afvoeren.

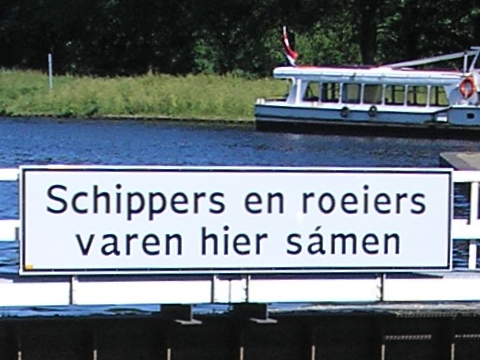
Waarschuwingsbord

Vooral op het kanaalpand Hengelo - Enschede wordt veel getraind door wedstrijdroeiers. Na ernstige aanvaringen tussen vrachtschepen en fragiele skiffs is een leer- en uitwisselingsproject gestart om meer onderling begrip te kweken tussen deze categorieën kanaalgebruikers. Voor de beroepsvaart zijn op alle sluizen waarschuwingsborden opgehangen om de schippers aan de aanwezigheid van roeiers te herinneren, terwijl de roeiers zijn uitgenodigd om kennis te maken met het zicht vanaf de brug en de bestuurbaarheid van binnenschepen.

## Schutsluizen
Het totale hoogteverschil tussen Zutphen en Enschede is 21 meter. Om dat verschil te overbruggen heeft het Twentekanaal drie schutsluizen. Alle sluizen bevinden zich in het kanaal tussen Zutphen en Enschede. In de zijtak naar Almelo bevinden zich geen schutsluizen. 
Voor alle drie de sluizen is de schutkolk 12 meter breed en 140 meter lang (nuttige schutlengte 133 meter).
- Sluis Eefde heeft een verval van 6 meter bij een normale waterstand van de IJssel, maar het kan variëren tussen 2 meter en 7,5 meter. Bij een lage waterstand van de IJssel (meer dan 6 meter verval) wordt bij de sluis in Eefde gebruikgemaakt van een extra sluiskolk van 200 meter lang en 24 tot 30 meter breed, de voorsluis, om het extra verval te overbruggen. De sluis heeft aan beide kanten hefdeuren.
- Sluis Delden heeft een verval van 6 meter met aan beide kanten hefdeuren.
- Sluis Hengelo heeft een verval van 9 meter met aan de westzijde roldeuren en aan de oostzijde een hefdeur en is daarmee vrij uniek in Nederland.

Omdat het verval groot is, gaat er bij het schutten veel water verloren. Ter compensatie is daarom naast elke sluis een gemaal geplaatst dat weer water omhoog pompt. Bij het schutten in Hengelo wordt bijvoorbeeld circa 15.120 m³ water verbruikt hetgeen op het relatief korte bovenpand ongeveer 3,5 centimeter niveauverlies oplevert. Om dit te compenseren kan het gemaal Hengelo 6 m³ per seconde terugpompen bij gebruik van alle drie pompen.
Op 20 april 2020 is de nieuwe tweede sluiskolk bij Eefde officieel in gebruik genomen. De nieuwe sluis heeft de naam Noordersluis gekregen, de oude sluis heet nu Zuidersluis. Door het aanleggen van de tweede sluiskolk hoeven schepen minder lang te wachten en kunnen grotere schepen door het Twentekanaal. De sluis is ongeveer even lang en breed, maar wel dieper.

## Bruggen

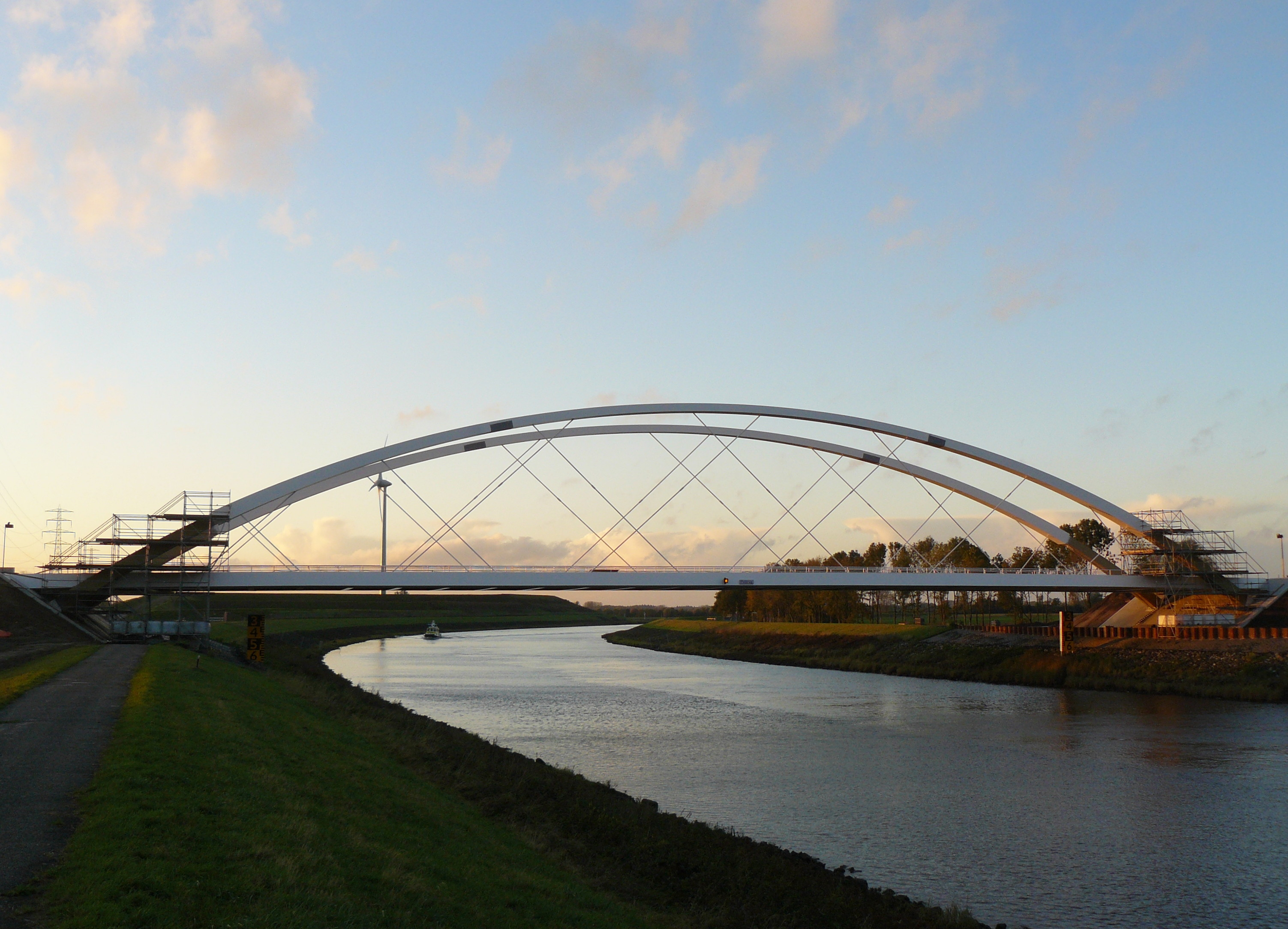
Brug over het Twentekanaal als onderdeel van het nieuwe tracé van de N348 in Zutphen en Eefde

Over de kanalen liggen in totaal 37 bruggen. Voor een compleet overzicht:

## Stremmingen

### Brand Vredestein
Als gevolg van een grote brand bij Vredestein te Enschede is het hoogste pand van het kanaal in 2003 wekenlang afgesloten geweest om verspreiding van de vervuiling te voorkomen. Uit onderzoek van waterbedrijf Vitens in februari 2008 is gebleken dat het water uit het Twentekanaal bij Enschede niet langer geschikt is voor drinkwater.

### Sluis Eefde

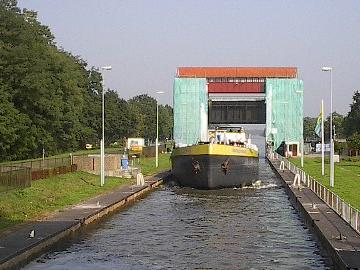
Sluis Eefde in het Twentekanaal

Op 3 januari 2012 viel een van de 90 ton zware hefdeuren van de schutsluis bij Eefde in vrije val een meter of vijf, zes naar beneden door het breken van een draadstang. De onderkant van de deur was nog niet uit het water. De deurconstructie raakte beschadigd en daarmee werd de sluis geblokkeerd. Als gevolg daarvan werd het scheepvaartverkeer tussen het Twentekanaal en de IJssel gestremd, waardoor bedrijven in Twente verstoken raakten van hun scheepvaartverbinding met de rest van Nederland.
Enige tientallen schepen raakten opgesloten in het kanaal. Door medewerking van de gemeente kon de afvaloverslag naar Rotterdam met een kraan aan de kade van Zutphen doorgaan. Een deel van het transport werd verlegd naar vervoer per vrachtauto. Op 26 januari 2012 werd de oude containerterminal in Almelo weer in gebruik genomen, waarna extra goederentreinen van en naar Almelo ook een deel van het vervangend transport voor hun rekening namen.
In eerste instantie werd verwacht dat het zeker tot maart 2012 zou duren voordat de stremming bij Eefde kon worden opgeheven. Dankzij een noodconstructie, waarbij de sluisdeur met behulp van een kraan werd geopend en gesloten, kon het scheepvaartverkeer vanaf 6 februari weer op gang komen, nadat het kanaal met een ijsbreker weer bevaarbaar was gemaakt. De Nautictrans, die in de sluis lag toen het ongeval plaatsvond, werd daarbij als eerste geschut en wel door dezelfde sluiswachter, die dienst had gedaan ten tijde van het ongeval.

## Vondst schedel
Bij graafwerkzaamheden in Hengelo in 1936 vond men in de bedding van het Twentekanaal een geheel versteende, gefossiliseerde schedelkap. De schedelkap zou toebehoren aan een 35-jarige mens die leefde in het Pleistoceen. Het kreeg de naam 'Hengelo' en zou de oudste mens van Nederland zijn. In 1939 werd de naam veranderd naar 'Hengelo 1' nadat er nog een schedel werd gevonden. Door onduidelijke vondstomstandigheden werd de leeftijd van 'Hengelo 1' lange tijd betwist. Het was niet duidelijk of de schedel gevonden was op 16 of 18 meter boven NAP. Uiteindelijk bleek deze 'eerste mens van Nederland' of 'Homo Hengeloënsis' slechts uit 300 jaar voor Christus te stammen.  De schedel is nu te bezichtigen in museum Oald Hengel.